# Troubadour (Gordon Giltrap)
Troubadour is een studioalbum van Gordon Giltrap. Het album bevat een mengeling van oud en nieuw materiaal van de gitarist. Opvallende gast in de eerste track is Cliff Richard. In het dankwoord een bedankje richting hem, Tim Rice, John Farrar en Mike Moran.

## Musici
- Gordon Giltrap – gitaar

met
- Cliff Richard – zang (1)
- Del Newman – zang
- kamerorkest

## Muziek

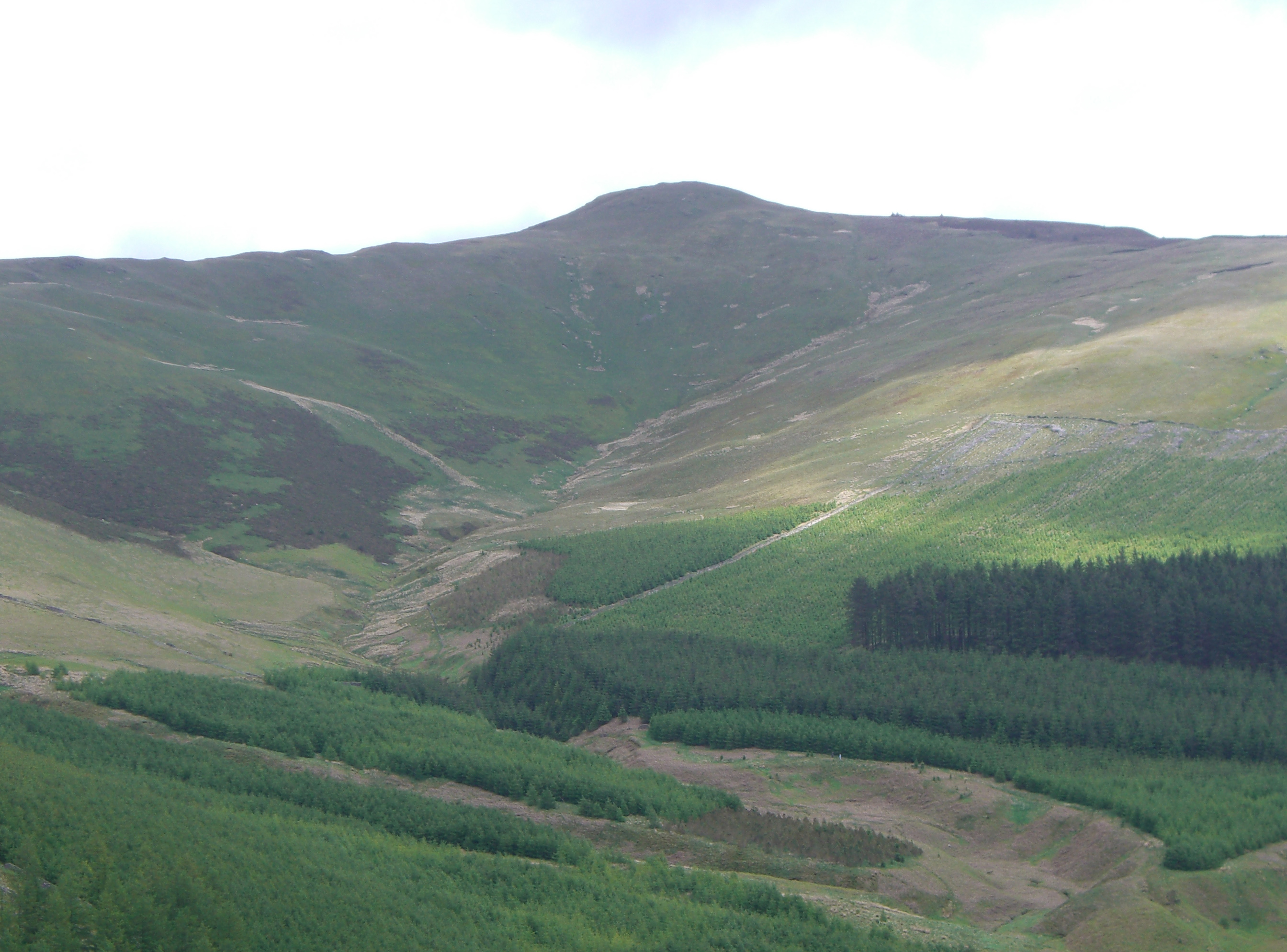
Lord’s Seat

| Nr. | Titel                                                                   | Duur |
| --- | ----------------------------------------------------------------------- | ---- |
| 1.  | A misunderstood man/Be with me always (Farrar, Rice, Giltrap)           |      |
| 2.  | Rain in the doorway (Giltrap)                                           |      |
| 3.  | On Camber sands (Giltrap)                                               |      |
| 4.  | The Lord’s Seat (Giltrap)                                               |      |
| 5.  | Rainbow kites (Giltrap)                                                 |      |
| 6.  | Who knows where tomorrow goes (Giltrap)                                 |      |
| 7.  | Isabella’s wedding (Heatchcliff’s wedding song) (Farrar, Rice, Giltrap) |      |
| 8.  | Quest for Nonsuch (Giltrap)                                             |      |
| 9.  | A Dublin day (Giltrap)                                                  |      |
| 10. | Down the river (Giltrap)                                                |      |
| 11. | The picnic (Giltrap)                                                    |      |
| 12. | Daisy chain (Giltrap)                                                   |      |
| 13. | Nursery chimes (Giltrap)                                                |      |
| 14. | The Kerry dancers (Giltrap)                                             |      |